# Cing
Cing (株式会社シング?) è stata un'azienda giapponese dedita allo sviluppo di videogiochi con sede nella città di Fukuoka, fondata nel 1999 e fallita nel 2010.
Dopo aver realizzato Glass Rose (2003) per PlayStation 2, Cing ha stabilito una stretta collaborazione con Nintendo, realizzando per Nintendo DS i giochi Another Code: Two Memories, Hotel Dusk: Room 215 e Last Window, oltre a sviluppare Little King's Story e Another Code: R - Viaggio al confine della memoria per Wii.

## Storia
Cing venne fondata il 22 aprile 1999. Il primo progetto della società è Glass Rose, un videogioco d'avventura per PlayStation 2 prodotto da Capcom. Il gioco vedeva come protagonista un personaggio basato su Masahiro Matsuoka, attore e batterista del gruppo musicale Tokio. Il gioco non ha ricevuto particolare riscontro dalla critica, nonostante venne distribuito sul mercato europeo (ma non in America settentrionale).
Nel 2005 Cing realizza il primo progetto in collaborazione con Nintendo. Another Code: Two Memories per Nintendo DS è un videogioco rompicapo che sfrutta il touch screen e il microfono presenti nella console portatile. Alla pubblicazione del titolo seguono Hotel Dusk: Room 215, altro titolo che sfrutta le capacità della console, e il suo seguito Last Window: Il segreto di Cape West.
Il 2 ottobre 2008 la società annuncia Another Code: R, seguito di Another Code: Two Memories per Wii, che viene pubblicato a quattro anni di distanza dal suo predecessore. Al Tokyo Game Show 2008 viene annunciato Again.
Il 1º marzo 2010 l'azienda dichiara bancarotta con un debito che ammonta a 256 milioni di yen (oltre 2 milioni di euro).

## Videogiochi
| Anno | Titolo                                         | Piattaforma   |
| ---- | ---------------------------------------------- | ------------- |
| 2003 | Glass Rose                                     | PlayStation 2 |
| 2005 | Another Code: Two Memories                     | Nintendo DS   |
| 2007 | Hotel Dusk: Room 215                           | Nintendo DS   |
| 2008 | Monster Rancher DS                             | Nintendo DS   |
| 2009 | Another Code: R – A Journey into Lost Memories | Nintendo Wii  |
| 2009 | Little King's Story                            | Nintendo Wii  |
| 2009 | Again                                          | Nintendo DS   |
| 2010 | Last Window: The Secret of Cape West           | Nintendo DS   |